# ألان جلان
ألان جلان (بالإنجليزية: Alan Glen)‏ هو موسيقي بريطاني، ولد في 21 ديسمبر 1951 في فوبرتال في ألمانيا.

## وصلات خارجية
- الموقع الرسمي
- ألان جلان على موقع ميوزك برينز (الإنجليزية)
- ألان جلان على موقع أول ميوزيك (الإنجليزية)
- ألان جلان على موقع ديسكوغز (الإنجليزية)